# Christopher Robin

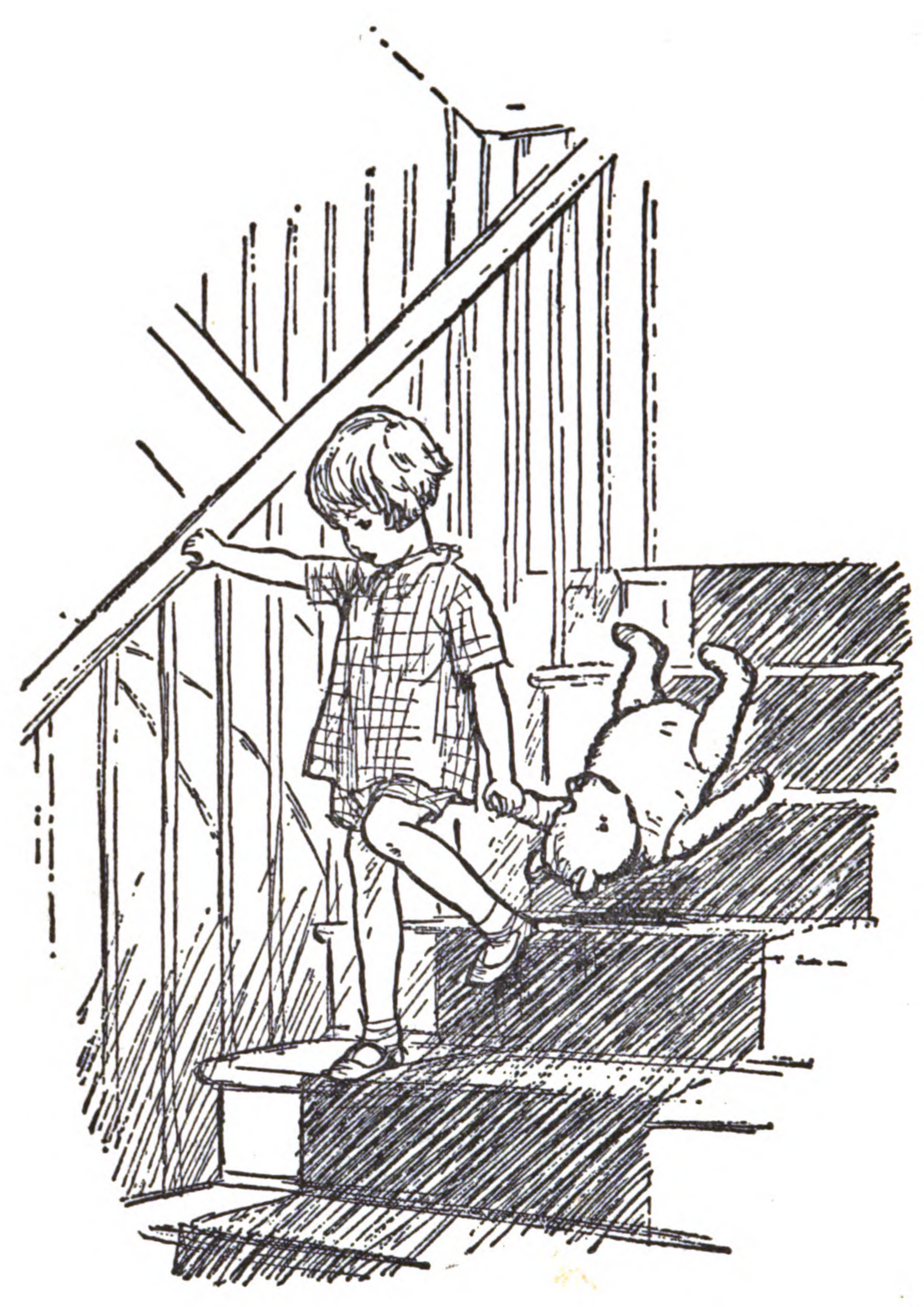
Ilustração de Ernest Howard Shepard de Winnie-the-Pooh (1926), de A A Milne

Cristóvão (ou Christopher Robin no original) é um personagem criado por A. A. Milne para a série de livros Winnie-the-Pooh, e foi baseado no seu próprio filho, Christopher Robin Milne, que não ficou muito satisfeito com isso. Numa série de trabalhos autobiográficos, Robin Milne diz que "pareceu para mim que meu pai chegou onde estava subindo nos meus ombros de criança e que ele atirou meu bom nome na lama, me deixando nada a não ser fama oca". Ele também apareceu em dois livros de poemas de Milne, When We Were Very Young (Quando Éramos Muito Jovens, 1924) e Now We Are Six (Agora Temos Seis Anos, 1926).
Em 1930, Stephen Slesinger adquiriu os direitos da série Winnie-the-Pooh e a viúva de A. A. Milne vendeu a série para a Disney em 1961, e ele se tornou um personagem recorrente da série.
É interpretado por Tom Wheatley em Piglet's Big Movie.

## Quadrinhos
A primeira aparição de Christopher Robin nos quadrinhos foi na história O Ursinho Puf (Winnie The Pooh and the Honey Tree no original em inglês) publicada na revista Tio Patinhas 70, de 1971.

## Nomes em outros idiomas
- Alemão: Christopher Robin
- Chinês: 罗宾
- Dinamarquês: Jakob
- Finlandês: Risto Reipas
- Grego: Κρίστοφερ Ρόμπιν
- Holandês: Janneman Robinson
- Inglês: Christopher Robin
- Japonesa: クリストファー・ロビン
- Norueguês: Kristoffer Robin
- Polonês: Krzyś
- Português (Brasileiro): Cristóvão ou Christopher Robin dependendo da tradução
- Sueco: Kristoffer Robin